# 竹内道雄
竹内 道雄（たけうち みちお、1921年3月17日 - 2004年2月27日）は、日本の官僚。大蔵事務次官。

## 来歴
東京府東京市（現在の東京都・文京区）出身。誠之尋常小学校、東京府立第一中学校を経て、第一高等学校文科丙類では成績が下位だったため、一浪して東京帝国大学法学部入学。1944年（昭和19年）9月、大蔵省をトップで入省。入省同期に吉田太郎一（財務官、アジ銀総裁）、赤羽桂（関税局長）など。理財局に配属。主に理財畑を歩む。
昭和40年不況の折、戦後初めての赤字国債発行に際して、1965年10月1日、理財局国庫課国債発行準備室立ち上げにともない、準備室長に大谷邦夫国庫課長（1947年入省、日銀政策委員、協和銀行副頭取、徳陽相互銀行社長）が就任し、竹内が同局総務課長に就いた（10月1日〜10月15日の15日間、同局国庫課長を兼ねる）。
1967年8月、近畿財務局長。1968年6月、大臣官房審議官（大臣官房担当）。1969年8月、主計局次長。理財畑であったが、事務次官の澄田智が竹内の能力を買い、官房担当の審議官から主計局の末席次長に据え置かれた。1971年6月15日、大臣官房長を経て、1973年6月26日に理財局長、1974年6月26日に主計局長兼会計事務職員研修所長、1975年～1977年の間、大蔵事務次官を歴任。1978年12月に日本輸出入銀行総裁、1982年に東京証券取引所理事長。この東証理事長時代、大蔵次官OBである澄田が日銀総裁含みで副総裁にあったが、ある立食パーティで倒れた。「これが知れると日銀総裁になれんから」と竹内が周囲の後輩らに緘口令を敷いた。当時から澄田には何らかの持病があり、バブルの元凶視された総裁後半期の二度にわたる、長期間の超低金利政策のミスは、この持病が原因だった、とする意見もある。
1989年（平成元年）から、1965年（昭和40年）の山一證券破綻事件で設立となった由来をもつ資本市場研究会理事長になる。1993年（平成5年）勲一等瑞宝章受章。1999年（平成11年）から大蔵省参与。
帝大時代はボート部に属し、東大ボート部から大蔵省へ、これまで比較的多くの大蔵官僚が歩むコースの先鞭をつけた。後輩の長岡實もそのラインによりスカウトした。
理財局総務課で新人だった野口悠紀雄は「どんなに込み入った話も瞬時に理解し、その先の先まで読んでいる。彼の計算はものすごく、表を見ただけで即座に計算していた。火星人だと思っている」と述べている。
なおバブル崩壊とその処理の拙さにより、大蔵省・日銀バッシングが激しくなった頃に、大蔵省が戦後復興から時代を経るにつれ、その権限を増幅させるに伴い、それに対する大蔵官僚・職員の意識・気構えが付随していかなかったと述べている。

## 官歴
- 1944年9月：大蔵省にトップで入省。理財局に配属[1]
- 1945年5月：金融局 兼 専売局長官官房
- 1946年2月：理財局
- 1946年3月：名古屋財務局理財部産業資金課
- 1946年4月：名古屋財務局理財部理財課
- 1947年4月：高等試験行政科を合格
- 1947年5月：八王子税務署長
- 1948年6月：甲府税務署長
- 1949年6月：東京国税局総務部総務課長
- 1949年10月：管財局外国財産課長補佐
- 1952年4月：管財局外国財産管理課長補佐
- 1952年8月：銀行局保険課長補佐
- 1955年8月：銀行局総務課長補佐[7]
- 1956年7月：大臣官房文書課長補佐
- 1957年8月：銀行局検査部金融検査審査官
- 1959年4月：銀行局検査部審査課長
- 1959年4月：銀行局検査部審査課長 兼 外務省経済局欧州課
- 1959年10月：外務省在ベルギー日本国大使館一等書記官
- 1961年5月：外務省在フランス日本国大使館一等書記官
- 1963年10月：理財局地方資金課長
- 1964年7月：理財局資金課長
- 1965年7月：理財局総務課長
- 1965年10月：理財局総務課長 兼 理財局国庫課長
- 1965年10月：理財局総務課長
- 1967年8月：近畿財務局長
- 1968年6月：大臣官房審議官（大臣官房担当）
- 1969年8月：主計局次長（末席）（農林、公共事業、運輸、郵政担当）[8]
- 1970年6月：主計局次長（次席）
- 1971年6月：大臣官房長
- 1973年6月：理財局長
- 1974年6月：主計局長 兼 会計事務職員研修所長
- 1975年7月：大蔵事務次官
- 1977年6月：退官